# Polycentropus nigriceps
Polycentropus nigriceps är en nattsländeart som beskrevs av Banks 1938. Polycentropus nigriceps ingår i släktet Polycentropus och familjen fångstnätnattsländor. Inga underarter finns listade i Catalogue of Life.